# Морава (приток Трои)
Мора́ва (пол. Morawa) или Мора́вка (пол. Morawka) — ручей в Польше, правый приток нижней Трои, протекает по территории гмин Бранице и Кетш в Глубчицком повете Опольского воеводства на юге страны.
Длина ручья составляет 16,3 км, площадь водосборного бассейна — 40,75 км².
Морава один из основных притоков Трои. Начинается на высоте 308 м над уровнем моря в селе Вудка на расстоянии 6 км от польско-чешской границы. Течёт в основном на запад, в низовье около села Дзежислав поворачивает на север. Впадает в Трою на высоте 216 м над уровнем моря в городе Кетш. В среднем течении Мораву пересекают воеводские автодороги 419 и 420.
Населённые пункты на ручье (от истока): Вудка, Хрусьцелюв, Гневковице, Люботынь, Дзежислав, Кетш.